# Heinrich Rost
Johann Heinrich Nikolaus Rost (* 7. Juni 1795 in Uetersen; † 23. Juli 1855 in Hamburg) war ein deutscher Autor, Klosterschreiber und Syndikus des Klosters Uetersen.

## Leben
Er war der Sohn von Carl August Christian Rost († 1826), der 42 Jahre lang Klosterschreiber und Syndikus des Klosters Uetersen war. Rost studierte 1816 an der Georg-August-Universität in Göttingen und ab 1817 an der Christian-Albrechts-Universität in Kiel die Rechte und machte 1819 in Glückstadt sein Examen. Später half er seinem alternden Vater und vertrat ihn nach seinem Tod als Klosterschreiber und Syndikus bis zum Antritt von Carl Friedrich Hermann Klenze. Bis 1828 studierte Heinrich Rost Philologie an der philosophischen Fakultät in Kiel, wo er im selben Jahr examinierte. Ab September 1827 wohnte Rost in Kiel und arbeitete nebenbei als Privatlehrer für alte und neue Sprachen. Im gleichen Jahr gründete er in Kiel ein Lehrinstitut, und bei diesem Anlass wurde die Naturgeschichte Gegenstand seiner Lieblingsstudien. Seine spätere zoologische Sammlung, die über 20.0000 Stücke umfasste, insbesondere seine Sammlung von Conchylien (Muscheln) und Petrefacten (Fossilien) wurde im Bericht über die 24. Versammlung deutscher Naturforscher und Ärzte als „ausgezeichnet“ eingestuft, welche die Erwartung, die man von der Sammlung eines Privatlehrers haben konnte, bei weitem übertreffe. Im Jahr 1847 siedelte er nach Hamburg über, wo er einen Geschäftsbetrieb zum Handel mit Guttapercha gründete, wandte sich aber bald wieder zur ihm lieb gewordenen Lehrtätigkeit zurück.

## Werke
Heinrich Rost verfasste und überarbeitete verschiedene Schriften und Chroniken. Die wichtigsten waren dabei die Otia Jersbecensia und sein Werk: Beiträge zur Geschichte und Verfassung des Klosters Uetersen und dazugehörige Teile (1826). Weitere Schriften und Beiträge waren unter anderen: Rhodos, Ein historisch – archäologisches Fragment. (Altona 1823), Bemerkungen gegen den Aufsatz des Herren Pastor Kuß, Über die Lage der die Bishorster Marsch und der Kirche Bishorst, Mühlenzwangsrecht im Kloster Uetersen, sowie weitere Aufsätze in verschiedene Zeitschriften.

## Nachlass
In Zusammenhang mit seiner Sammlung legte Heinrich Rost eine 69-bändige Bibliothek naturwissenschaftlicher Zeichnungen an, die die Qualität der Vorlagen bei weitem übertrafen. Die Bibliothek kam in die Stadtbibliothek Lübeck. Nach Auslagerung im Zweiten Weltkrieg und Verbringung in die Sowjetunion sind heute wieder 16 Bände nach Lübeck zurückgekehrt.
Ein weiterer Band aus Rosts Sammlung tauchte in den 1990er Jahren in den USA auf und konnte 2023 an die Stadtbibliothek zurückgegeben werden.